# Сероголовая канареечная мухоловка
Сероголовая канареечная мухоловка (лат. Culicicapa ceylonensis) — вид воробьиных птиц из семейства стеностировых (Stenostiridae).

## Ареал
Сероголовая канареечная мухоловка распространена в Южной и Юго-Восточной Азии от Пакистана до линии Уоллеса.

## Описание
Мелкая птица длиной 12—13 см. Голова и горло серые. Спина, крылья и хвост оливкового цвета. Брюхо ярко-жёлтое. Клюв тонкий на кончике, но широкий и плоский у основания.
Обитает в горных дождевых лесах. Зимой спускается в долину. Питается насекомыми и другими мелкими беспозвоночными. Размножается в апреле-июне. Гнездо из мха и травы самка строит на дереве или скале. В кладке 3—4 яйца. Hierococcyx nisicolor, обитающий на северном Калимантане, охотится на птенцов сероголовой канареечной мухоловки.

## Классификация
Международный союз орнитологов выделяет 5 подвидов:
- Culicicapa ceylonensis antioxantha Oberholser, 1923
- Culicicapa ceylonensis calochrysea Oberholser, 1923
- Culicicapa ceylonensis ceylonensis (Swainson, 1820)
- Culicicapa ceylonensis connectens Rensch, 1931
- Culicicapa ceylonensis sejuncta Hartert, 1897